# NGC 1695
NGC 1695 је расејано звездано јато у сазвежђу Златна риба које се налази на NGC листи објеката дубоког неба.
Деклинација објекта је - 69° 22' 26" а ректасцензија 4h 47m 44,5s. Привидна величина (магнитуда) објекта NGC 1695 износи 12,2 а фотографска магнитуда 12,5. NGC 1695 је још познат и под ознакама ESO 56-SC3.